# Evropská silnice E27
Evropská silnice E27 je evropskou silnicí 1. třídy. Začíná ve francouzském Belfortu a končí v italské Aostě. Mezi těmito dvěma městy trasa prochází frankofonní částí Švýcarska, a tudíž prochází kolem západní části Ženevského jezera. Celá trasa měří 328 kilometrů.

## Trasa
- Francie
  - Belfort – Bermont – Delle

- Švýcarsko
  - Biel – Bern – Martigny

- Itálie
  - Cerisey – Aosta

## Galerie

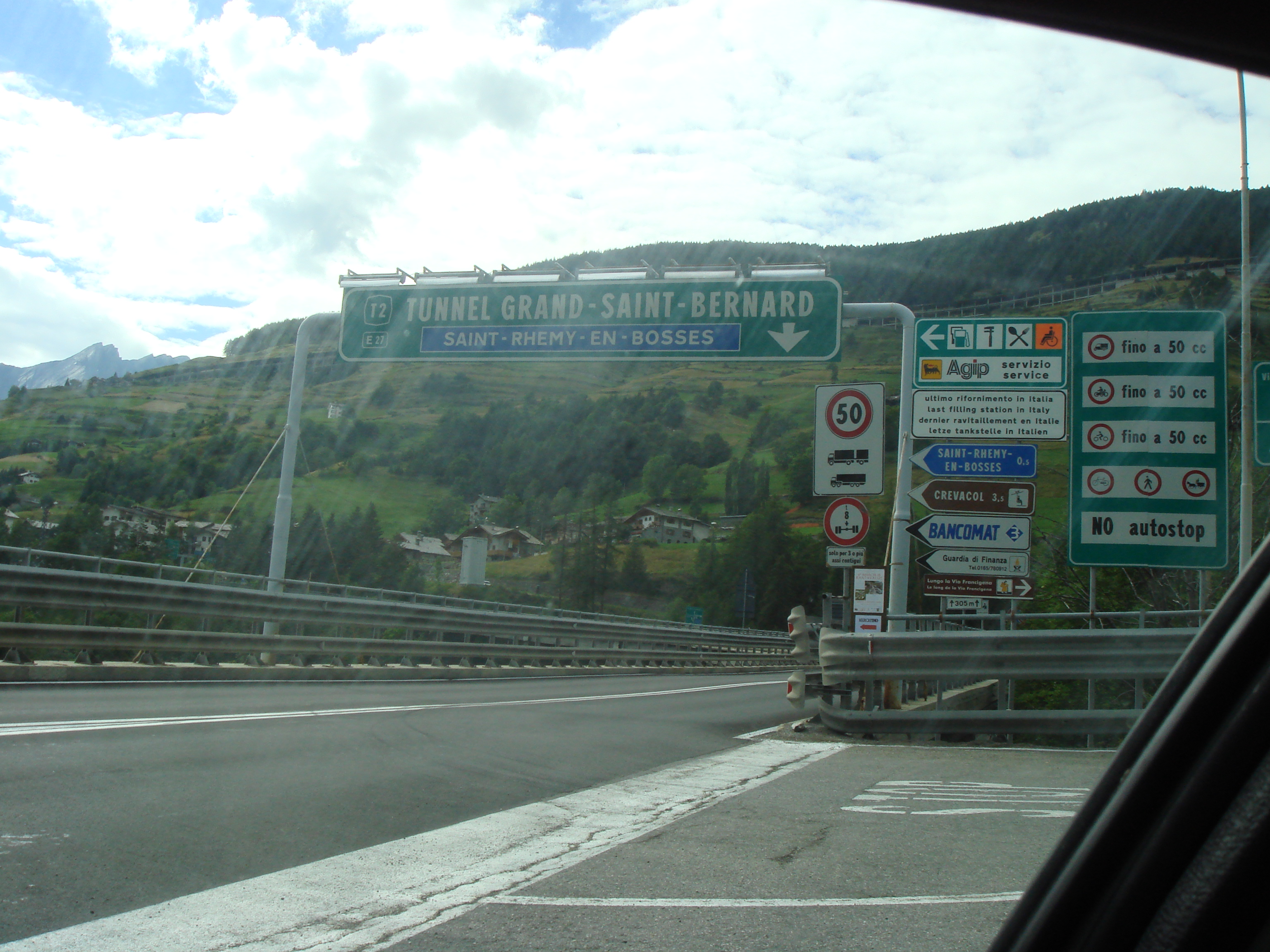
E27
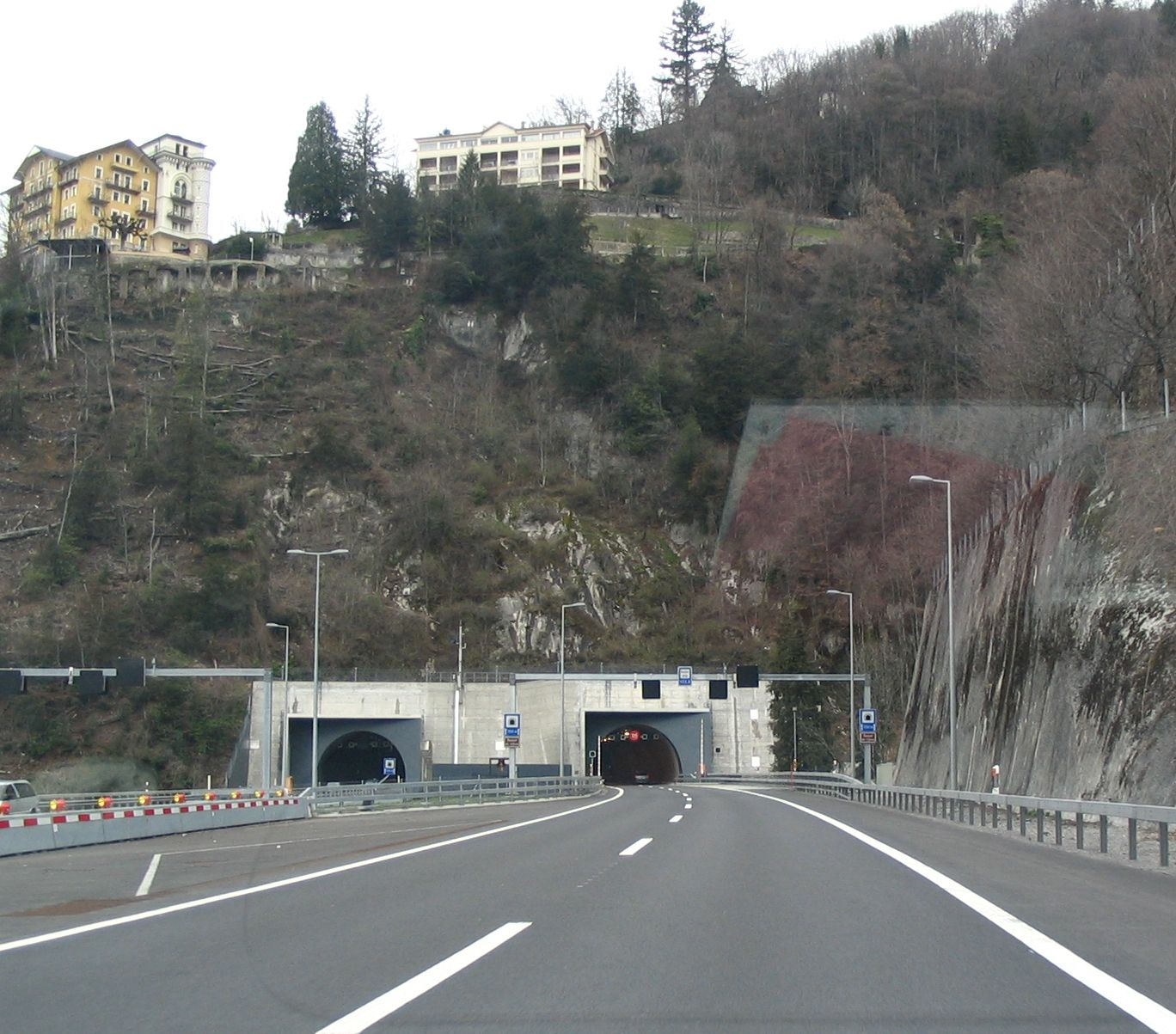
E27